# Anthuan Maybank
Anthuan Maybank, född den 30 december 1969, är en amerikansk före detta friidrottare som tävlade i kortdistanslöpning.
Maybanks främsta merit är att han tillsammans med LaMont Smith, Alvin Harrison, Derek Mills och Jason Rouser ingick i det amerikanska stafettlaget på 4 x 400 meter som vann guld vid Olympiska sommarspelen 1996 i Atlanta. 

## Personliga rekord
- 200 meter - 20,59
- 400 meter - 44,15